# ステップ・インサイド・ラヴ
「ステップ・インサイド・ラヴ」（Step Inside Love）は、シラ・ブラックの楽曲である。1967年にポール・マッカートニーがテレビ番組『シラ』のテーマ曲として書き下ろした楽曲で、作者名はレノン＝マッカートニーと表記されている。1968年3月にシングル盤として発売され、全英シングルチャートで最高位8位を記録した。
マッカートニーは、「アイ・ウィル」のセッション時にジョン・レノンやリンゴ・スターと共に本作を演奏しており、当時の演奏は1996年に発売された『ザ・ビートルズ・アンソロジー3』や2018年に発売された『ザ・ビートルズ (ホワイト・アルバム) 〈スーパー・デラックス・エディション〉』に収録されている。

## 背景・リリース
ブラックはエンターテイナーを志し、リヴァプールにあるキャヴァーン・クラブでクローク係のアルバイトを開始。クローク係として働いていた中で、当時キャヴァーン・クラブにレギュラー出演していたビートルズに才能を見出され、ビートルズのマネージャーであるブライアン・エプスタインに紹介された後、エプスタインのつてでジョージ・マーティンに引き合わされて、パーロフォンと契約を結んだ。1963年9月にレノン＝マッカートニーが手がけた「ラヴ・オブ・ザ・ラヴド」でデビューし、全英シングルチャートで最高位35位を記録した。翌年に同じくレノン＝マッカートニー作の「イッツ・フォー・ユー」で、最高位7位を記録した。
「ステップ・インサイド・ラヴ」は、1968年1月30日から8週間にわたって放送されたテレビ番組『シラ』のテーマ曲としてマッカートニーが書き下ろした楽曲。1967年に録音されたマッカートニーによるデモ音源は、ブリッジがなく、4度低いキーで歌われている。その後、マッカートニーは歌詞を追加した1967年11月21日にロンドンにあるチャペル・サウンド・スタジオでブラックと共にセッションを行なった。その後、正式なレコーディングを経て、マイク・ヴィッカーズによってアレンジが施され、1968年3月8日にシングル盤として発売された。シングルは全英シングルチャートで最高位8位、ニュージーランドのシングルチャートで最高位12位を記録。後にスタジオ・アルバム『シェアーオー』に収録された。
2002年にディスクジョッキーのトミー・サンドゥは、ブラックをロニー・ウッドの自宅スタジオに呼び、「ステップ・インサイド・ラヴ」の再レコーディングを行なった。その後、サンドゥはリミックスを行ない、ブラックの60歳の誕生日を記念してTS vs CB名義で3000枚限定のクラブ・シングル（12インチ）を発売。このシングルは、『ミュージック・ウィーク』誌のクラブ・チャートで第3位を記録した。
2009年に配信限定で発売されたアルバム『Cilla All Mixed Up』には、リミックス・バージョンが収録されている。

## チャート成績
| チャート (1968年)                   | 最高位 |
| ----------------------------------- | ------ |
| ニュージーランド (Lever Hit Parade) | 12     |
| UK シングルス (OCC)                 | 8      |

## ビートルズによる演奏
マッカートニーは、1968年9月16日の「アイ・ウィル」のセッション中にジョン・レノンやリンゴ・スターと共に「ステップ・インサイド・ラヴ」を演奏した。プロデュースは、クリス・トーマスが手がけた。演奏中にマッカートニーが「Swing, à la Latina!（スウィングしよう、ラテン風に！）」とジョークを発し、「ジョエル・バレイリーズ&ザ・パレイリー・ウォールフラワーズ」と架空のバンド名をアナウンスし、レノンが「Los Paranoias（ロス・パラノイアス）」と返した後、コミカルな即興演奏「ロス・パラノイアス」（Los Paranoias）に切り替わる。
「ステップ・インサイド・ラヴ」と「ロス・パラノイアス」は、1996年に発売された『ザ・ビートルズ・アンソロジー3』に「ステップ・インサイド・ラヴ / ロス・パラノイアス」（Step Inside Love / Los Paranoias）というタイトルで1つの楽曲として収録された。なお、ジョージ・ハリスンは「アイ・ウィル」のセッションに参加していないが、作曲者としてハリスンを含む4人のメンバーの名前が表記されている。また、2018年に発売された『ザ・ビートルズ (ホワイト・アルバム) 〈スーパー・デラックス・エディション〉』のCD6には、2曲に分けて収録されている。

### クレジット
※出典
- ポール・マッカートニー - ボーカル、アコースティック・ギター（マーティンD-28）
- ジョン・レノン - ボンゴ
- リンゴ・スター - クラベス

## カバー・バージョン
- チャーリー・マッコイ（英語版） - 1989年に発売されたアルバム『Candlelight, Wine and Charlie』に収録[16]。
- エルヴィス・コステロ - 2004年に発売されたアルバム『コジャック・ヴァラエティ』の再発盤のボーナスCDに収録[17]。